# 3-Hydroxy-2-naphthoesäure
3-Hydroxy-2-naphthoesäure ist eine chemische Verbindung aus der Gruppe der aromatischen Carbonsäuren und Naphthole.

## Geschichte
Die Synthese von 3-Hydroxy-2-naphthoesäure wurde erstmals 1887 von Rudolf Schmitt und E. Burkard beschrieben und ihre Eignung als Kupplungskomponente wurde 1893 durch Stanislaus von Kostanecki gezeigt. 1903 wurde bei der Agfa durch Richard Gley und Otto Siebert Pigment Red 57:1 entdeckt und patentiert, ein wichtiger Vertreter der verlackten BONS-Pigmente, die aus 3-Hydroxy-2-naphthoesäure als Kupplungskomponente hergestellt werden. Die Abkürzung BONS ergibt sich aus dem früher gebräuchlichen Namen Beta-Oxynaphtoesäure der Verbindung. 1911 wurde im Werk Offenbach der Chemischen Fabrik Griesheim-Elektron durch L. A. Laska, Arthur Zitscher und Adolf Winther die Anilide der 3-Hydroxy-2-naphthoesäure, die unter der Bezeichnung Naphthol AS vermarktet wurden, als Kupplungskomponenten für Entwicklungsfarbstoffe entwickelt und patentiert.

## Gewinnung und Darstellung
3-Hydroxy-2-naphthoesäure kann in einer Kolbe-Schmitt-Reaktion durch Umsetzung von Kohlendioxid mit dem Natriumsalz von β-Naphthol unter Druck gewonnen werden.

## Eigenschaften
3-Hydroxy-2-naphthoesäure ist ein brennbarer, schwer entzündbarer kristalliner gelber Feststoff, der praktisch unlöslich in Wasser ist.

## Verwendung
3-Hydroxy-2-naphthoesäure wird als Zwischenprodukt zur Herstellung von Farbstoffen und Pigmenten, das auch für pharmazeutische Anwendungen eingesetzt werden kann, verwendet.